# Mademoiselle de Maupin (actriz)
Mademoiselle de Maupin fue una actriz, cantante y espadachina francesa, que nació en 1670 y murió en Provenza (Francia) en 1707. Su vida tumultuosa dio lugar a numerosas leyendas, e inspiró varias biografías románticas.

## Mademoiselle de Maupin
Su verdadero nombre era Julie d'Aubigny, hija única de Gaston d'Aubigny, secretario de Louis de Lorraine-Guise, conde de Armagnac. Madame o Mademoiselle de Maupin fue la esposa efímera del Señor de Maupin.
Su educación, que no se regía solamente por la educación impuesta a las mujeres, le permitía entre otras actividades aprender esgrima, y profesionalmente debutó en la Opéra de Paris en 1690, en el rol de Pallas en Cadmus et Hermione, de Jean-Baptiste Lully.
Como consecuencia de una diferencia con un lugarteniente de policía de París, Mademoiselle de Maupin debió huir de la capital. Llegó a Marsella con su amante Séranne, e inmediatamente la pareja comenzó a ganarse la vida con demostraciones de esgrima: hombre contra mujer vestida como hombre.
Con la finalidad de entonces mejorar sus ingresos, logró entrar en la Opéra, y allí se enamoró de una jovencita a quien sus padres terminaron por ponerla en un convento, para proteger el honor de la familia. Vestida como hombre, Mlle. de Maupin liberó a su enamorada antes de nuevamente huir para volver a París, donde su hermosa voz grave le permitió encarar una brillante carrera como cantante lírica.
En París, sus numerosos duelos frecuentemente se terminaban en sangre, lo que por lógica se convertía en la comidilla del momento, y ello la obligó nuevamente a dejar París para que las aguas se aquietaran y para que esos sucesos se olvidaran. Se radicó entonces en Bruselas desde la primavera de 1692 hasta el comienzo del año siguiente, período durante el cual habría sido apoyada y mantenida por el elector Maximilien-Emmanuel de Bavière.
Pasó ocho meses en Bruselas, donde cantó en la Opéra du Quai au Foin, entre noviembre de 1697 y julio de 1698. Allí, la susodicha sobre todo interpretó Amadis, Armide, y Thésée, óperas de Jean-Baptiste Lully y Philippe Quinault.
Luego volvió a París y reemplazó a Marthe Le Rochois, quien en esos momentos se jubilaba. Desde fines del año 1698 y hasta 1705, Mlle. de Maupin cantó las nuevas óperas de Pascal Collasse, André-Cardinal Destouches, y André Campra. Este último escribió para ella una partitura de contralto para el rol de Clorinde en Tancrède (1702).
Como cantante actuó por última vez en La Vénitienne de Michel de La Barre, en 1705 (cf. [Ref3]).

## Películas
- Mademoiselle de Maupin, realizada por Mauro Bolognini en 1966, con Catherine Spaak y Robert Hossein.
- Julie, chevalier de Maupin, telefilm realizado por Charlotte Brandtström en 2004, con Sarah Biasini, Pietro Sermonti, y Pierre Arditi.